# Федеративные Штаты Микронезии на летних Олимпийских играх 2024
Федеративные Штаты Микронезии будут соревноваться на летних Олимпийских играх 2024 года в Париже, которые планируется провести с 26 июля 2024 года по 11 августа 2024 года. Это было седьмое выступление страны на Олимпийских играх с момента ее дебюта в 2000 году.

## Квалификация
| № п/п | Вид спорта      | Мужчины | Женщины | Всего |
| ----- | --------------- | ------- | ------- | ----- |
| 1     | Лёгкая атлетика | 1       | 0       | 1     |
| 2     | Плавание        | 1       | 1       | 2     |

## Медали
| Медаль | Спортсмен(ы) | Вид спорта | Дисциплина | Дата |
| ------ | ------------ | ---------- | ---------- | ---- |

| Вид спорта | 1 | 2 | 3 | Всего |

| Медали по датам | Медали по датам | Медали по датам | Медали по датам | Медали по датам | Медали по датам |
| --------------- | --------------- | --------------- | --------------- | --------------- | --------------- |
| Дата            | 1               | 2               | 3               | Всего           |                 |

## Состав команды
Лёгкая атлетика
1. Скотт Фити[англ.]

 Плавание
1. Таси Лимтиако[англ.]
2. Кестра Кихленг

## Атлеты

### Легкая атлетика
Федеративные Штаты Микронезии отправили одного спринтера участвовать в летних Олимпийских играх 2024 года.
| Спортсмен  | Дисциплина         | Забеги    | Забеги | Утеш. забеги           | Утеш. забеги           | Полуфиналы             | Полуфиналы             | Финал                  | Финал                  |
| Спортсмен  | Дисциплина         | Результат | Место  | Результат              | Место                  | Результат              | Место                  | Результат              | Место                  |
| ---------- | ------------------ | --------- | ------ | ---------------------- | ---------------------- | ---------------------- | ---------------------- | ---------------------- | ---------------------- |
| Скотт Фити | 100 м среди мужчин | 11.61     | 7      | не прошел квалификацию | не прошел квалификацию | не прошел квалификацию | не прошел квалификацию | не прошел квалификацию | не прошел квалификацию |

## Плавание
Федеративные Штаты Микронезии отправили двух пловцов участвовать в Олимпийских играх 2024 года в Париже.
| Спортсмен      | Дисциплина                        | Забеги    | Забеги | Полуфиналы             | Полуфиналы             | Финал                  | Финал                  |
| Спортсмен      | Дисциплина                        | Результат | Место  | Результат              | Место                  | Результат              | Место                  |
| -------------- | --------------------------------- | --------- | ------ | ---------------------- | ---------------------- | ---------------------- | ---------------------- |
| Таси Лимтиако  | 100 м брассом среди мужчин        | 1:04.14   | 29     | не прошла квалификацию | не прошла квалификацию | не прошла квалификацию | не прошла квалификацию |
| Кестра Кихленг | 50 м вольным стилем среди женщины | 28.81     | 52     | не прошла квалификацию | не прошла квалификацию | не прошла квалификацию | не прошла квалификацию |